# Anja von Kanitz
Anja von Kanitz (* 1964) ist eine deutsche Sachbuchautorin und Trainerin mit dem Schwerpunkt Kommunikation und Sprecherziehung.

## Leben
Nach einem Studium der Germanistik und Afrikanistik, das sie mit dem Grad eines M.A. abschloss, folgte ein weiteres Studium der Sprechwissenschaft/Sprecherziehung mit dem Berufsabschluss Sprecherzieherin (DGSS). Sie qualifizierte sich in Themenzentrierter Interaktion beim Ruth Cohn-Institut (TZI-Diplom) sowie in Szenischen Verfahren und Pädädagogischem Rollenspiel. Anja von Kanitz ist tätig als Trainerin/Beraterin für Kommunikation und  Rhetorik und als Dozentin für Sprecherziehung an den Universitäten Marburg und Gießen.
Die Themenschwerpunkte ihrer Arbeit ist die Optimierung mündlicher Kommunikationsprozesse im Beruf, Moderation und Teamentwicklung.
Anja von Kanitz arbeitet mit in der Redaktion der Zeitschrift Themenzentrierte Interaktion.

## Werke (Auswahl)

### Publikationen in Buchform
- Gesprächstechniken (= HaufeTaschenGuide, Band 94), Planegg 2004, ISBN 978-3-448-05976-2.
- Emotionale Intelligenz (= Haufe TaschenGuide, Band 147), Planegg b. München 2007, ISBN 978-3-448-07909-8.
- Feedbackgespräche (= TaschenGuide, Band 260), Freiburg 2014, ISBN 978-3-648-04966-2.
- Trennungsgespräche im Unternehmen. Wertschätzend, professionell, fair (= Haufe-Gruppe), Freiburg, München 2015, ISBN 978-3-648-05503-8.
- Mitarbeitertypen und wie Sie mit ihnen zusammenarbeiten (= TaschenGuide, Band 272), Freiburg, Planegg bei München 2015, ISBN 978-3-648-06525-9
- mit Walter Lotz (Hrsg.), Birgit Menzel (Hrsg.), Elfi Stollberg (Hrsg.), Walter Zitterbarth (Hrsg.), Elemente der Themenzentrierten Interaktion (TZI). Texte zur Aus- und Weiterbildung, Göttingern 2015, ISBN 978-3-525-40249-8.
- Crashkurs professionell Moderieren (= Haufe Gruppe), Freiburg, München 2016, ISBN 978-3-648-07303-2.
- Kommunikationsfallen erkennen und vermeiden, (= Haufe TaschenGuide, Band 293), Freiburg 2017, ISBN 978-3-648-09412-9.

### Beiträge in Sammelwerken
- Einführung zu den Axiomen und  Postulaten, in: Mina Schneider-Landolf (Hrsg.), Jochen Spielmann (Hrsg.), Walter Zitterbarth (Hrsg.), Handbuch Themenzentrierte Interaktion (TZI), Göttingen 2009, ISBN 978-3-525-40152-1, S. 78–79.
- 3. Axiom: pragmatisch-politisches  Axiom, in: Mina Schneider-Landolf (Hrsg.), Jochen Spielmann (Hrsg.), Walter Zitterbarth (Hrsg.), Handbuch Themenzentrierte Interaktion (TZI), Göttingen 2009, ISBN 978-3-525-40152-1, S. 90–94.
- Gefühle, in: Mina Schneider-Landolf (Hrsg.), Jochen Spielmann (Hrsg.), Walter Zitterbarth (Hrsg.), Handbuch Themenzentrierte Interaktion (TZI), Göttingen 2009, ISBN 978-3-525-40152-1, S. 251–256.

### Zeitschriftenartikel (Auswahl)
- Auf die Haltung kommt es an. Aber was ist das bloß?, in: Themenzentrierte Interaktion, 28. Jahrgang, 2014, Heft 2, S. 7.